# Jesper Skibby

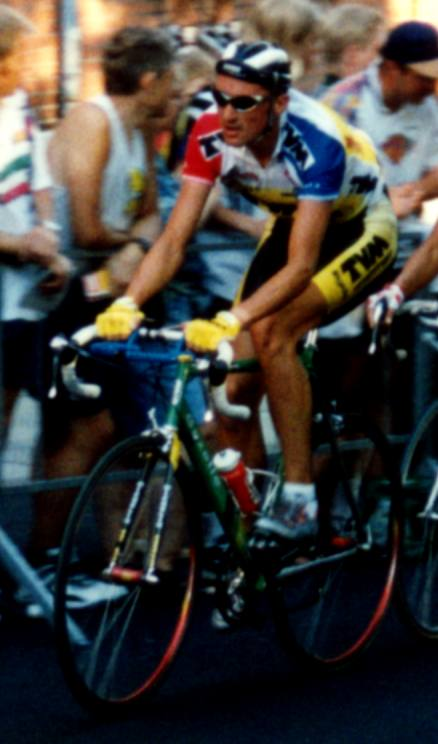
Jesper Skibby, 1997

Jesper Skibby (* 21. März 1964 in Silkeborg) ist ein ehemaliger dänischer Radrennfahrer, der unter anderem an der Tour de France, dem Giro d’Italia und der Vuelta a España teilnahm.

## Karriere
Skibby startete als Amateur 1985 in der Internationalen Friedensfahrt und belegte dort den 31. Rang. Er war von 1986 bis 2000 Profi und feierte in dieser Zeit 24 Siege. Von 1986 bis 1988 fuhr er für die Mannschaft Roland, von 1989 bis 1997 für TVM, in den Jahren 1998 und 1999 für Home-Jack & Jones und im Jahr 2000 für Memory Card-Jack & Jones. Im Jahr 2000 beendete er seine Karriere.
Skibby wurde 1987 während der Flandern-Rundfahrt am Koppenberg vom Jury-Auto angefahren und stürzte. Daraufhin nahm die Jury den Berg für die kommenden Jahre aus dem Streckenprogramm.
Skibbys größte Erfolge waren Etappensiege bei der Tour de France (5. Etappe der Tour de France 1993), beim Giro d’Italia (1989) und der Spanien-Rundfahrt (2 Etappensiege 1991/1995). 1994 ging er als Sieger aus der Niederlande-Rundfahrt hervor.

## Doping
Am 22. November 2006 erschien eine Biographie, in der Skibby aus eigenem Antrieb Doping zugab.
Der frühere Etappensieger der Tour de France, beim Giro d’Italia und der Vuelta schildert in dieser Biografie seinen jahrelangen systematischen Doping-Missbrauch. Dieses Geständnis wiederholte er unter Tränen in einer Pressekonferenz.
Danach habe er nach einer schlechten Saison 1990 „andere Optionen“ gesucht, um erfolgreich zu sein. Ab 1993 habe er schließlich unerlaubte leistungssteigernde Mittel genommen, ohne dabei ein schlechtes Gewissen zu haben. Dieses war nun der Anlass für seine späte Beichte, Skibby äußerte, er wolle seinen Töchtern endlich ehrlich gegenüberstehen. Außerdem hoffe er, dass das Buch der Jugend hilft, Doping zu vermeiden und die Selbstachtung nicht zu verlieren.
Nach eigener Aussage habe das systematische Doping „seinen Körper aufleben lassen“, Skibby fuhr jedenfalls fortan Etappensiege bei allen drei großen Radsportrundfahrten ein.
Obwohl der Däne keine Hintermänner in seiner Biografie beschuldigt, wollten sich andere frühere Radprofis seines Landes wie etwa die ebenfalls noch heute unter starkem Dopingverdacht stehenden Bo Hamburger und Bjarne Riis zu dem Geständnis nicht äußern. Skibby habe dies „auf seine eigene Kappe zu nehmen“. Im Jahre 2007 gaben beide schließlich doch zu, ebenso wie Skibby gedopt zu haben.

## Familiäres
Jesper Skibby ist der Sohn von Willy Skibby, der als Amateur Mitglied der dänischen Nationalmannschaft war.